# Markus Zusak
Œuvres principales
- La Voleuse de livres

Markus Zusak, né le 23 juin 1975 à Sydney, est un écrivain australien.

## Biographie
Né le 23 juin 1975 à Sydney en Australie, Markus Zusak est le plus jeune d'une famille de quatre enfants dont les parents sont d'origine allemande et autrichienne. Il vit avec sa famille à Sydney où il enseigne l'anglais à l'université.
En 1999 paraît son premier livre The Underdog, qui connaît un succès en Australie avant d'être publié en Europe, aux États-Unis et traduit dans de nombreuses langues.
En 2000, parution de Combat de frères, plusieurs fois primé en Australie où il reçoit entre autres le « Children’s Book Council (CBC) Honour Book 2001 ». Succès international pour ce deuxième roman paru aux États-Unis, en Angleterre, dans toute l’Europe et en France en 2003 sous le titre Combat de frères chez Hachette Jeunesse.
En 2001, l'auteur obtient un grand succès pour When Dogs Cry, sélectionné pour le « NSW Premier’s Award » et lauréat du « CBC Honour Book 2002 ».
En 2002, parution de The Messenger qui remporte le « 2003 CBC Book Of the Year Award » et le « 2003 NSW Premier’s Literary Award ».
La Voleuse de livres est paru en septembre 2005 en Australie, à l’automne 2006 aux États-Unis où il figure depuis son lancement sur les listes des meilleures ventes et, en France, en mars 2007. Cette œuvre a été adaptée au cinéma en 2013 par Brian Percival sous le titre La Voleuse de livres.

## Œuvres

### SérieUnderdogs
1. (en) The Underdog, 1999
2. Combat de frères, Hachette Jeunesse, 2003 ((en) Fighting Ruben Wolfe, 2000)  (ISBN 2-01-322122-3)
3. (en) When Dogs Cry, 2001

### Romans indépendants
- Le Messager (en), Kéro, 2014 ((en) The Messenger, 2002)  (ISBN 978-2-36658-092-1)
- La Voleuse de livres, Oh ! Éditions, 2007 ((en) The Book Thief, 2005)  (ISBN 978-2-915056-48-8)Réédition, Pocket, 2008 (ISBN 978-2-266-17596-8)
- Le Pont d'argile, Calmann-Lévy, 2019 ((en) The Bridge of Clay, 2018)  (ISBN 978-2-7021-6557-7)

## Adaptations de son œuvre
- La Voleuse de livres, film réalisé par Brian Percival et sorti en 2013, d'après le roman du même nom
- The Messenger (en), série télévisée diffusée à partir de 2023, d'après le roman du même nom